# Bresnay
Bresnay é uma comuna francesa na região administrativa de Auvérnia-Ródano-Alpes, no departamento Allier. Estende-se por uma área de 23,24 km². Em 2010 a comuna tinha 395 habitantes (densidade: 17 hab./km²).